# Slovanska knjižnica
Slovanska knjižnica Ljubljana deluje v okviru Mestne knjižnice Ljubljana kot Center za domoznanstvo in specialne humanistične zbirke.  Slovanska knjižnica je kot študijska knjižnica namenjena le uporabnikom od 14. leta dalje za študijske in raziskovalne namene. 

## Pomembni mejniki Slovanske knjižnice
- 1901: Župan Ivan Hribar na pobudo arhivarja Antona Aškerca dovoli, da se na magistratu uredi magistratna knjižnica. Deluje v okviru Mestnega arhiva.
- 1935: Selitev arhiva in knjižnice v Auerspergovo palačo na Gosposki ulici 15. V stavbi domujeta skupaj še z Mestnim muzejem. Knjižnično gradivo razdelijo med  Mestno knjižnico in Mestno strokovno knjižnico. Slednja ostane na magistratu kot priročna knjižnica za uradnike.
- 1936: Decembra začne delovati Mestna strokovna knjižnica.
- 1937: Arhiv in knjižnica se formalno ločita. 23. novembra ustanovijo Javno mestno knjižnico.
- 1940: 20. decembra knjižnico odprejo za javnost.
- 1946: 1. marca je ustanovljena Slovanska knjižnica. Za obiskovalce jo odprejo že 20. februarja. Dobi tudi gradivo Mestne strokovne knjižnice.
- 1948 Mesto ravnatelja prevzame dr. France Dobrovoljc, vodil jo je do upokojitve leta 1974.
- 1954: Arhiv se v celoti preseli nazaj v stavbo pri magistratu.
- 2000: Poleti selitev knjižnice v stavbo nekdanje tovarne Kuverta za Bežigradom, na Einspielerjevi ulici 1, skupaj s Knjižnico Bežigrad. Odprtje sledi 6. oktobra.
- 2008: 2. junija je ustanovljena Mestna knjižnica Ljubljana, v okviru katere Slovanska knjižnica prevzame naloge Centra za domoznanstvo in specialne humanistične zbirke.

## Gradivo
Knjižnica hrani bogato gradivo, primerno za študijsko, znanstveno ali strokovno delo za področja slavistike, slovenistike, literarnih ved, zgodovine, filozofije, umetnostne zgodovine, etnologije, religiologije in sociologije. Že od začetka delovanja v letu 1946 sta opredeljeni tudi posebni nalogi Slovanske knjižnice: zbiranje, obdelovanje, hranjenje in predstavljanje gradiva, ki zadeva mesto Ljubljana in okolico in zbiranje knjig in periodike v slovanskih jezikih. Celotna knjižnična zbirka obsega 160.000 naslovov.
Ima zbrano gradivo iz:
- Slovenske književnosti, književnosti v raznih slovanskih jezikih, prevodih iz svetovne književnosti.
- Literarnoteoretske publikacije, literarnozgodovinske publikacije, jezikoslovne publikacije, druge objave, povezane s slovensko in svetovno književnostjo.
- Domoznanstvo, zbirka je obsežna, govori o Ljubljani in okolici.
- Arhiv časnikov, časopisov, periodičnih publikacij, ki so izhajale na Slovenskem od 19.stoletja do danes.
- Slovenske in tujejezične knjižne redkosti.
- Priročno zbirko splošnih in specialnih enciklopedij, leksikonov, slovarjev, dnevnih časopisov in druge periodike.

## Prostor
Slovanska knjižnica hrani gradivo na 1.000 m² prostora, 670 m² je namenjenih obiskovalcem – velika, časopisna in računalniška čitalnica so klimatizirane in imajo skupaj 60 udobno opremljenih študijskih mest, 6 študijskih celic, 8 računalnikov, priključke za prenosne računalnike, brezžični internet.